# Coleoxestia corvina
Coleoxestia corvina  (лат.) — вид жуков-усачей из подсемейства собственно усачей. Распространён в Бразилии — от Пернамбуку до Риу-Гранди-ду-Сул, в Боливии, Парагвае, Уругвае и Аргентине (Жужуй, Сантьяго-дель-Эстеро, Тукуман, Мисьонес, Чако, Корриентес).